# Reformed Druids of North America

Symbol Reformovaných druidů Severní Ameriky

Reformed Druids of North America (RDNA) „Reformovaní druidové Severní Ameriky“ je americká neodruidská organizace. V roce 2016 měla kolem padesáti místních organizacích, zvaných háje, a dalších asi tři sta samostatně působících členů.
Organizace vznikla v na minnesotské univerzitě Carleton College v roce 1963  v rámci humorného protestu proti pravidlu že všichni studenti se musí účastnit určitého počtu bohoslužeb. Původně nebyla zamýšlena jako náboženská alternativa a její členové pocházeli z řad křesťanů, židů i agnostiků, David Fisher, jeden ze zakladatelů se dokonce stal knězem episkopální církve a teologem. Ačkoliv RDNA nejsou novopohanskou organizací tak ústřední myšlenkou je teze že „příroda je dobrá“ a klade se důraz na Matku Zemi a jednotu duchovního a hmotného.
Poté co bylo univerzitní pravidlo roku 1964 zrušeno tak organizace dále fungovala, prováděla bohoslužby a šířila se i mimo řady studentů. Kromě původních obřadů, vycházejících z protestantské liturgie, se objevily i obřady vycházející z katolicismu, Křesťanské vědy i keltského náboženství, a začalo se slavit novopohanské Kolo roku. Na příklonu k novopohanství měl zásluhu především Isaac Bonewitz a Robert Larson, ale organizace jako celek zůstává nábožensky nevyhraněná a v jejím rámci existují různé náboženské tradice které jsou praktikovány s různou mírou vážnosti.
Isaak Bonewitz taktéž založil čistě novopohanské Reformed Druids of North America „Nové reformované druidy Severní Ameriky“ a v roce 1983 po dlouhé absenci na novopohanské scéně Ár nDraíocht Féin věnující se studiu a rozvoji indoevropského kultu a duchovna, jež se v roce 2006 stále úspěšně rozvíjelo. V roce 1976 vznikla také organizace Hasididic Reformed Druids of North America „Chasidičtí druidové Severní Ameriky”.